# Fombellida (Castille-et-León)
Fombellida (appelée Fonvellida jusqu'en 1857) est une commune de la province de Valladolid dans la communauté autonome de Castille-et-León en Espagne.

## Sites et patrimoine
- Église San Antolín.
- Chapelle del Santo Cristo.

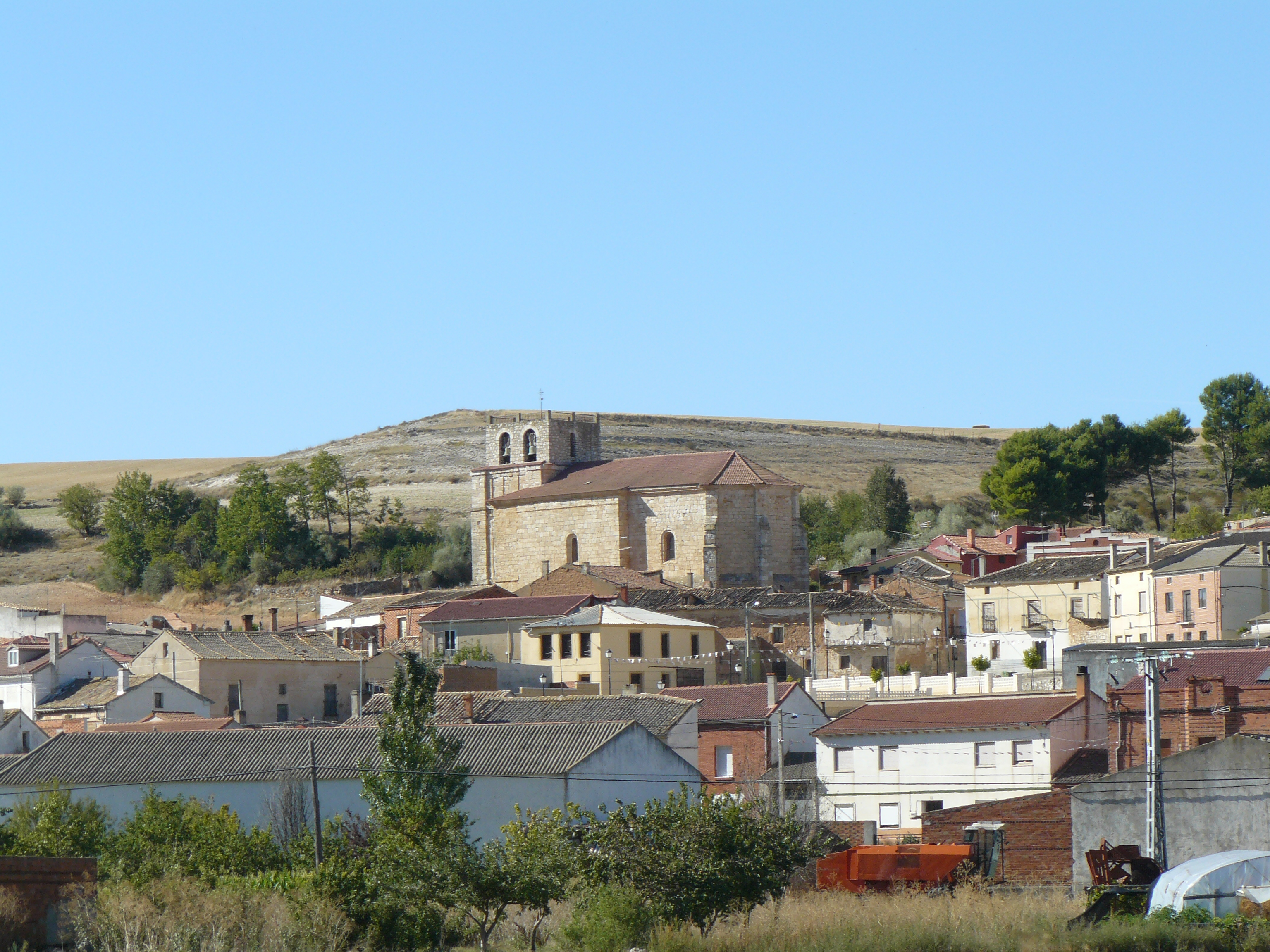
Vue du village et de l'église San Antolín.
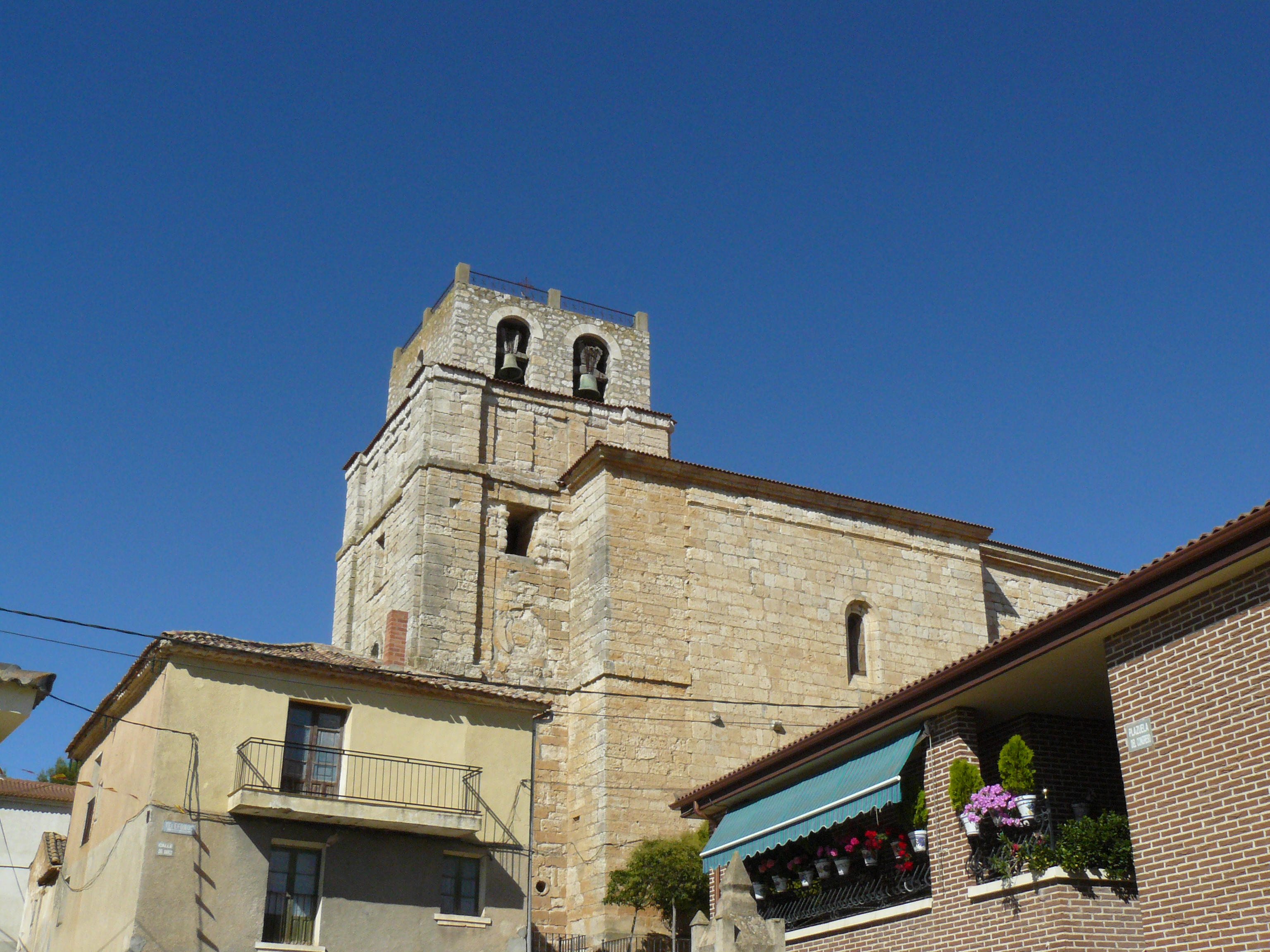
Église San Antolín.
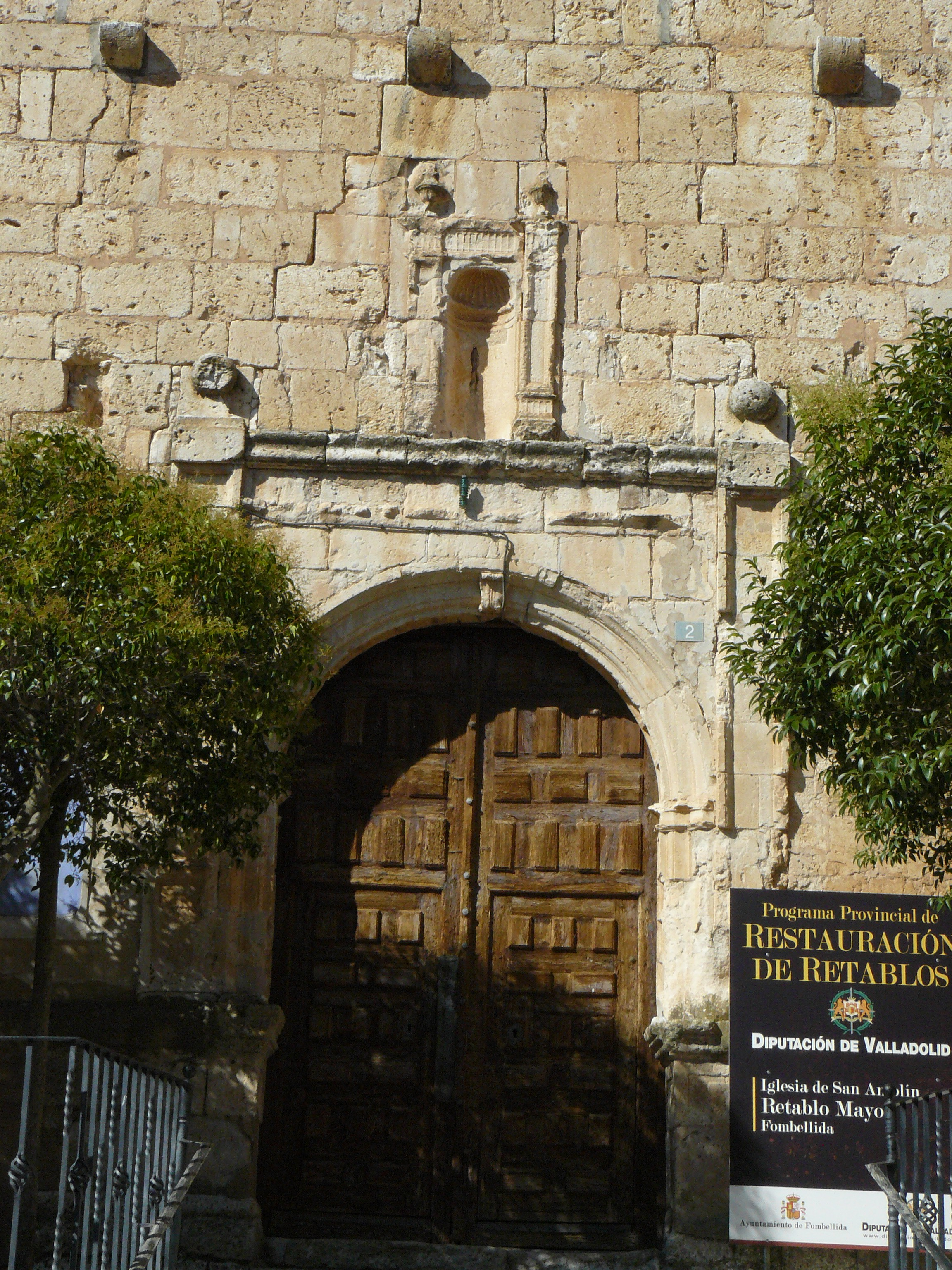
Église San Antolín. Porte d'entrée.